# Церква Різдва Пресвятої Богородиці (Калуш)
УГКЦ Різдва Пресвятої Богородиці (колишня церква Апостола Андрея Первозванного ) — греко-католицька церква Калуського деканату, що знаходиться в житловому масиві Загір'я міста Калуш Івано-Франківської області.

## Історія
Історія церковного храму на Загір'ї сягає сивої давнини. Станом на 1565 рік церкви були у таких селах Калуського повіту — Підмихайлі, Новиці, Копанках, Загір'ї, Пійлі та Довгому. Тоді ж згадується і загірський священик церкви Богоявлення нашого Господа Ісуса Христа — о. Михаїл Брумель. Священик "платив щорічно панському дому чиншу у 6 (шість) злотих і давав шість мац вівса".
Церква Христа Спасителя на Загір'ї "стояла на передмістю Калуша, за Галицькою брамою — в низині "за горою" (Zagorze, пол. мовою, на Загір'ї). Церква була дерев'яна. Збудована і посвячена у 1640 році. Парох Христоспасительської церкви о. Николай Дунець був членом українського уряду в Калуші під час повстання Івана Коритка-Грабівського (вересень-грудень 1648 року).
У витязі "Реєстру церков і духовенства Львівської єпархії за 1718 рік" на Загір'ї (передмістя Калуша) згадується церква Воскресіння Христового. Священиком служив тоді о. Ян Острович (висвячений 1702 року). Церква мала орного поля "на три дні орання плугом", до церкви Загір'я "належало 40 (сорок) прихожан".
Перша письмова згадка про цвинтар при загірській церкві Воскресіння Христового зустрічається у Записках єпархіального візитора за 1725 рік.
Грудень 1792 року — на парохії Загір'я освячено приміщення нової церкви Святого Апостола Андрея (Первозванного). Немає відомостей, що сталося із попереднім храмом (збудованого 1729 року Божого). Ймовірно згорів.
1857 рік — при Загірській церкві Св. Апостола Андрія згадується парохіальна школа. Вчитель — о. Атанасій Вовчицький (адміністратор тимчасово).
1869 рік — на Загір'ї був освячений хрест із написом "Святому Трезвінню" (на роздоріжжі теперішніх вулиць Церковна та Сагайдачного). Зруйнований у 1950-ті роки.
У серпні 1916 р. австрійська армія конфіскувала 5 давніх дзвонів діаметром 52, 40, 32, 31 і 12 см, вагою 62, 26, 15, 14, 1 кг, виготовлені в 1770, 1677, 1672, 1676 рр. Після війни польська влада отримала від Австрії компенсацію за дзвони, але громаді села грошей не перерахувала.
1936 рік — жителі Загір'я брали участь у зустрічі з митрополитом УГКЦ Андреєм Шептицьким та у фестинах, що відбулися тоді у м. Калуші.
12 квітня 1944 рік — церкві Св. Андрея подарував Тріодь цвітну (пам'ятку слов'янської культури XVII ст.) мешканець Загір'я Михайло Бабій.
Загірську церкву Святого Апостола Андрія Первозванного радянська влада закрила 1961 року — в хрущовські часи "боротьби із пережитками минулого". Люди, що могли розібрали із церковного майна, в тому числі дзвін і золоту чашу. Парох Загір'я о. Мар'ян Юркевич був уже в літах, адже він правив тут з 1923 року. Влада змусила о. Юркевича покинути парафію, якій він віддав 38 років свого життя. Протягом 1961-1989 років у приміщенні Загірської церкви був склад меблів, автошин і насамкінець склад побутової хімії та солі.
18 грудня 1989 року громада Загір'я одною з перших на Калущині повернулася в лоно УГКЦ. Освячення відбулося 21 вересня 1990 року. Святу Літургію очолив канцлер о. мітрат Роман-Андрій Кияк. З того часу храм Загір'я був зареєстрований, як храм Різдва Пресвятої Богородиці. Дяком був Юрій Барна, пізніше Микола Николишин.

## Сучасність
13 грудня 2012 року, з нагоди 220-річчя заснування та храмового празника церкви Святого Апостола Андрія Первозванного парафії Загір'я, відбулася Архієрейська Божественна Літургія за участю багатьох священиків УГКЦ Калуського деканату, яку очолив Преосвященіший Архієпископ та Митрополит Кир Володимир Війтишин. Після закінчення Божественної Літургії Владика Володимир Війтишин освятив місійний хрест на церковному подвір'ї та уділив мирянам парафії Загір'я своє Архієрейське благословення.
На 1.01.2013 рік при церкві діє катехитична школа, що складається з двох класів: молодшого та середнього віку; старшого віку. З 2010 по 2013 рік є чотири випускники школи, які пройшли повний курс навчання у катехитичній школі — Марія Семанишин, Тетяна Горлач, Наталія Новицька та Олег Пукіш.
Настоятель храму Різдва пресвятої Богородиці о. Андрій Челядин 20.02.2017 р. передав у майбутній музей дзвонів дзвона, який наразі є найстарішим із віднайдених на території міста.

## Архітектурні особливості
В дослідженні Юліана Бабія "Калуський деканат" (1932) дізнаємося про церкву на Загір'ї:
"...Загір'є (околиця Калуша), деканат греко-католицький у Калуші. Церква святого Апостола Андрея (будована 1792 року Божого). Дерев'яна, хрещана одноверха. Бабинець прямокутний, вівтарна частина квадратна. Фундамент із каменя рваного, сухо ставлений. Іконостас дерев'яний, різьблений, Райські ворота. Розміри церкви: 20,3 м. на 17,5 м. Огорожена плотом. Около церкви — звониця (один великий й два малі колокола). Форми звониці — 3,7 х 4,3 м."
Після відкриття у 1989 році, художні роботи у храмі провів Юрій Матійців, а іконостас виконав Ігор Базюк. Рушники до церкви вишивали калуські майстрині: Юлія Григорчук, Євгенія Матківська, Анна Прокопів, Марія Парцей та Марія Козій.
13 січня 2013 року Державне НРУ Івано-Франківської області та церква Різдва Пресвятої Богородиці здійснили Акт прийому-передачі. З цього документу дізнаємося про Загірський храм:
"...Охоронний номер пам'ятки: 110839 (604 М). Об'єкт взято на Державний облік (рішення ОВК від 18.06.1991 року за № 112). Користувач: громада УГКЦ. Церква Різдва Пресвятої Богородиці - дерев'яна, хрещата в плані, одноверха. Вівтарна частина квадратна, до якої з північної та південної сторін прибудовані дві ризниці. До західної сторони бабинця добудований притвір. Фундамент низький з рваного каменю. Освітлюється церква прямокутними вікнами. Центральна частина оббита оцинкованим залізом.
Основні габарити споруди: довжина — 20,25 м., ширина — 17,7м. Церква належить до так званої Гуцульської школи народного храмового будівництва.